# Jonášův komplex
Jonášův komplex je strach z úspěchu nebo z toho být svým nejlepším já. Tento strach brání práci na sobě samém, tedy naplnění vlastního potenciálu. Jde o strach z vlastní velikosti, vyhýbání se svému osudu nebo o odmítání využívat své schopnosti. Stejně jako strach z osobního selhání může motivovat k osobnímu růstu, může strach z dosažení osobního vrcholu bránit úspěchu. Jonášův komplex je nejvíc patrný u neurotických lidí.

## Původ termínu

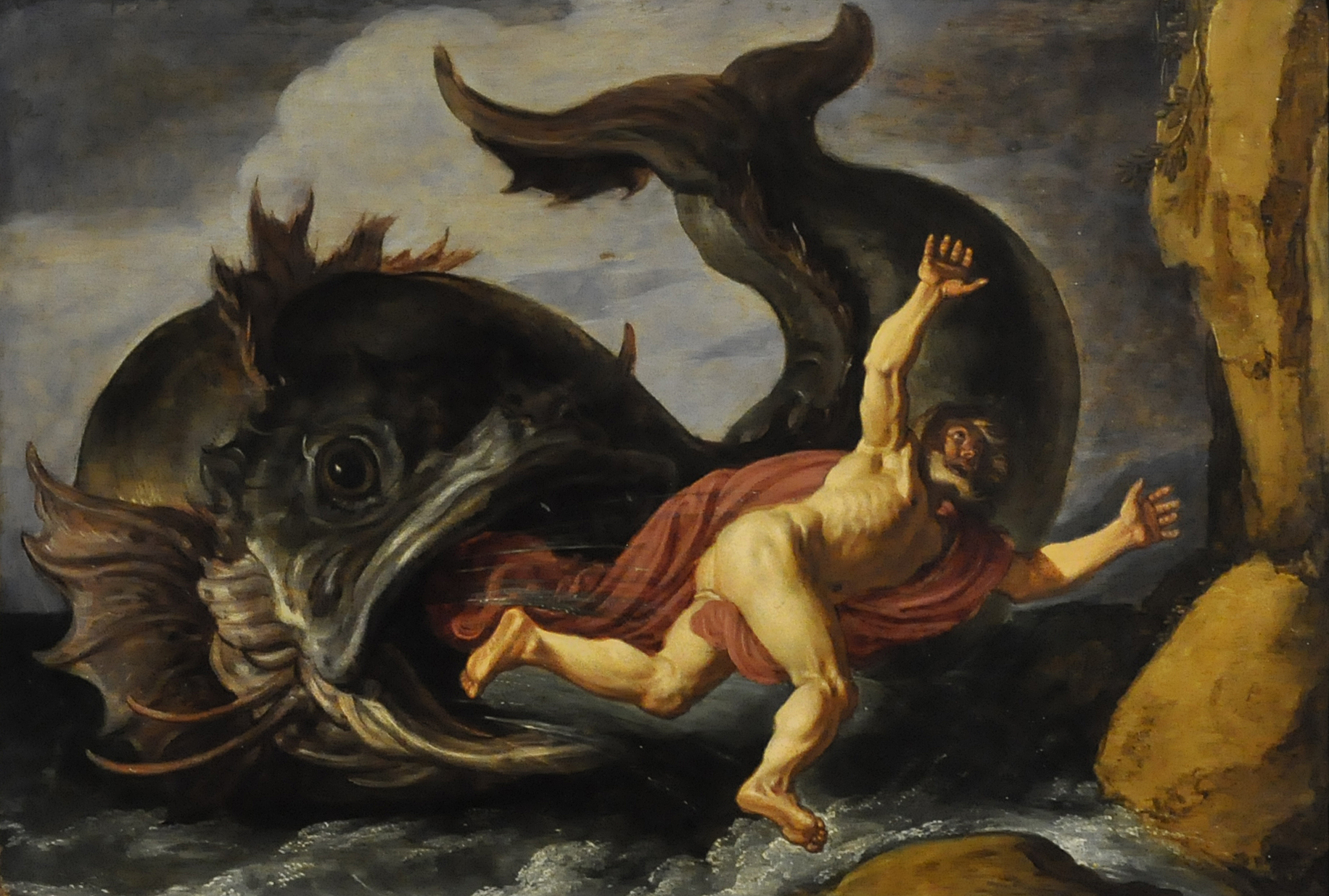
Jonáš utíká z břicha velké ryby, která ho držela v zajetí.

Ačkoli je termín Jonášův komplex připisovaný Abrahamu Maslowovi, původně jej vymyslel Maslowův přítel, profesor Frank E. Manuel. Název vychází z příběhu biblického proroka Jonáše, který se snažil vyhýbáním se osudu stát se prorokem, který má zvěstovat zničení Ninive. Maslow uvádí: „Tak často utíkáme před odpovědností, kterou nám diktuje (nebo spíše naznačuje) příroda, osud, a někdy dokonce i náhoda, stejně jako se Jonáš marně pokoušel utéct před svým osudem.“

## Příčiny
Jakékoliv dilemata, paradoxy nebo výzvy, které jednotlivec v životě zažívá, mohou vyvolat reakce spojené s Jonášovým komplexem. Tyto výzvy se mohou lišit svou intenzitou a závažností. Mezi ně mohou patřit například změny kariéry, začátek nové životní etapy, stěhování, pohovory či konkurzy a nové mezilidské závazky, jako je svatba. Podstatou Jonášova komplexu je neschopnost jedince rozlišit pokoru od pocitu bezmoci. Mezi další příčiny patří:
- Strach ze zodpovědnosti a práce, který často provází uvědomění si vlastní velikosti, talentů a potenciálu
- Strach, že mimořádný život by byl příliš odlišný od běžného života, a tudíž nepřijatelný pro ostatní, což by mohlo vyvolat xenofobní odmítání.
- Strach, že schopnost, kterou si jedinec osvojil, by mohla být spojována s traumatickou událostí či vzpomínkou, jež s ní nesouvisí.
- Strach, že by mohl být považován za arogantního, sebestředného apod.
- Obtížnost představit si sebe sama jako významnou nebo autoritativní osobnost